# لوران فابیوس
لوران فابیوس (به فرانسوی: Laurent Fabius) (متولد ۲۰ اوت ۱۹۴۶ در پاریس)، سیاستمدار فرانسوی، وزیر امور خارجه سابق و نخست‌وزیر اسبق فرانسه است.
او که از سال ۱۹۷۴ به حزب سوسیالیست فرانسه پیوسته تجربه وزارت و نمایندگی پارلمان فرانسه را هم در کارنامه دارد. او عامل اصلی انتقال خون‌های ایدزی به ایران است

## سال‌های آغازین
فابیوس در پاریس متولد شد. او فرزند لوییس (۱۹۱۱–۲۰۱۰) و آندره فابیوس (۱۹۰۸–۱۹۸۴) بود. والدین او یهودی بودند که به دین کاتولیک گرویدند. فابیوس در دین کاتولیک بزرگ شد. او تحصیلات ابتدایی خود را در لایسی جانسون دو سایلی و لایسی لوییس لوگراند انجام داد.

## پست‌های کلیدی
- نخست‌وزیری (۱۹۸۶–۱۹۸۴): در دولت فرانسوا میتران در پی اصلاحات رئیس‌جمهور در حالی که تنها ۳۷ سال داشت، جوان‌ترین نخست‌وزیر فرانسه شد.
- ریاست پارلمان فرانسه (۲۰۰۰–۱۹۸۸): در سال ۱۹۸۸ که فرانسوا میتران برای دومین بار به ریاست جمهوری رسید لوران فابیوس هم به مجلس راه پیدا کرد و ریاست آن را به عهده گرفت.[۳]
- وزیر اقتصاد (۲۰۰۲–۲۰۰۰): در دولت لیونل ژوسپن و قبل از شکست حزب سوسیالست در انتخابات مجلس فرانسه.
- نامزدی در انتخابات درون حزبی سوسیالیست‌ها در نوامبر ۲۰۰۶ به منظور مشخص شدن نامزد حزب سوسیالیست در انتخابات ریاست جمهوری ۲۰۰۷ فرانسه، که سرانجام وی در مقابل سگولن رویال و دومینیک استراوس-کان شکست خورد.[۳]
- از حوزه انتخابیه سن ماریتیم (به فرانسه:Seine Maritime) بین سال‌های ۱۹۸۱–۱۹۸۷، ۲۰۰۰–۱۹۸۶ و سرانجام ۲۰۱۲–۲۰۰۲ به مجلس فرانسه راه پیدا کرد.
- ۱۶ مه ۲۰۱۲ وزير خارجه فرانسه شد.[۴]

## رسوایی
- ۱۰ ژوئیه ۱۹۸۵ کشتی جنگجویان رنگین کمان متعلق به سازمان غیردولتی صلح سبز که علیه آزمایش‌های اتمی دولت فرانسه اعتراض می‌کرد توسط سرویس‌های اطلاعاتی فرانسه منفجر شد که در جریان آن یک عکاس هم به قتل رسید. فابیوس که نخست‌وزیر بود ابتدا از اجرای این عملیات اظهار بی اطلاعی کرد اما پس از تحقیقات مستقل مسئولیت این انفجار را پذیرفت و وزیر دفاع فرانسه مجبور به استعفاء شد.[۵]
- رسوایی خون‌های آلوده (۱۹۹۰–۱۹۸۰) به گفته منتقدان تأخیر در اجرای اقدامات پیشگیرانه دولت بیمارانی که نیاز به خون داشتند با این خون‌های آلوده به بیماری ایدز و هپاتیت سی هم مبتلا شدند. فرانسوا میتران در سخنرانی اش خواست که همه وزیرانش مسئولیت این اشتباه را بپذیرند و فابیوس از نادر مردان سیاسی بود که ظاهراً خواست مصونیت سیاسی اش نادیده گرفته شده و در دادگاه مربوطه محاکمه شود. او محاکمه و توسط آن دادگاه تبرئه شد[۶]

## ثروت شخصی
ثروت او بیش از ۷٫۹ میلیون دلار تخمین زده شده‌است. این ثروت شامل یک خانه لوکس در پاریس به ارزش ۲٫۷ میلیون یورو، یک خانه در نورماندی و خانه دیگری در آریج می‌باشد.

## وزارت امور خارجهٔ فرانسه

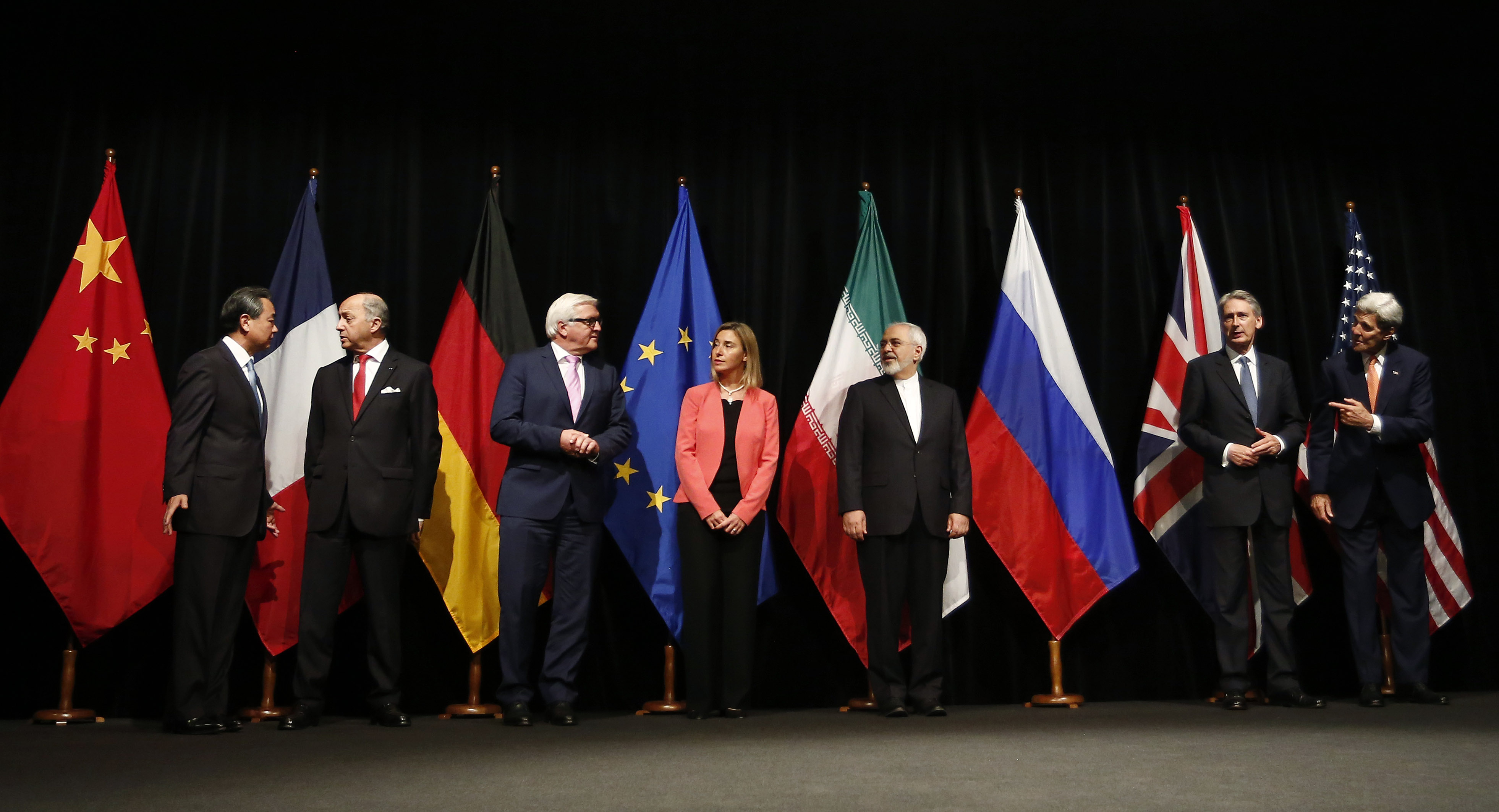
از راست به چپ جان کری، فیلیپ هموند، محمدجواد ظریف، فدریکا موگرینی، فرانک والتر اشتاین‌مایر، لوران فابیوس و وانگ یی پیش از قرائت برنامه جامع اقدام مشترک

### کارشکنی های گسترده در چهارچوب مذاکرات برجام[۹]
لوران فابیوس در تاریخ ۲۲ فروردین ۱۳۹۴ یعنی فقط ۹ روز پس از انعقاد تفاهم هسته‌ای لوزان، در جریان یک سفر رسمی به ریاض، ضمن تهدید ایران تأکید کرد: من در جریان مذاکرات لوزان اصرار کردم که تحریم‌های ایران به صورت تدریجی لغو شود. فابیوس که در مذاکرات بین دولت ایران و گروه ۱+۵ دربارهٔ فعالیت‌های هسته‌ای ایران، فعال بود، این مذاکرات را دشوار توصیف کرد. البته وی وعده داد که در صورت پیوستن ایران به توافق هسته‌ای، این توافق می‌تواند به سال‌ها روابط تیره بین تهران و جامعه بین‌الملل پایان دهد. وی در تاریخ ۲۱ ژوئن ۲۰۱۵ دربارهٔ این مذاکرات گفت: «هنوز چیزی مشخص نیست». در این رابطه حتی بسیاری به وی و دولت فرانسه لقب "پلیس بدِ" مذاکرات برجام را داده اند و به نوعی این تئوری را مطرح کرده اند که در قالب مذاکرات مذکور، نوعی تقسیم کار میان اروپا و آمریکا صورت گرفته که بر اساس آن، فرانسوی ها و شخصِ فابیوس بایستی در نقش منفی ظاهر می شدند تا از این طریق بتوان فشارها بر ایران را تا جای ممکن جهت دستیابی به نتایج مطلوب(برای غرب) بالا برد. جالب اینکه پس از خروج دولت ترامپ از برجام نیز فرانسوی ها نخستین کشوری بودند که سعی کردند این اقدام ترامپ را منطقی و  مطابق با قانون جلوه دهند. با این همه، لوران فابیوس در چهارچوب مذاکرات رجامی، تا حد زیادی نقش پلیس بدی را بازی کرد که پیش از وی، "یوشکا فیشر" وزیر خارجه سابق آلمان در جریان "مذاکرات سعدآباد" ایفای آن را بر عهده داشت.

### سفر به ایران
کمی پس از انعقاد توافق هسته‌ای برنامه جامع اقدام مشترک، لوران فابیوس در ۷ مرداد ۱۳۹۴ در رأس هیئتی بلندپایه از مقامات فرانسوی، برای گشایش فصل جدیدی از روابط میان ایران و فرانسه، به تهران سفر کرده و با حسن روحانی، رئیس‌جمهوری ایران و جواد ظریف، وزیر خارجهٔ ایران دیدار کرد.

## استعفا
لوران فابیوس، ۱۰ فوریه ۲۰۱۶ استعفا داد.